# Tomasz Byczkowski
Tomasz Jan Byczkowski (ur. 1943) – polski profesor nauk matematycznych i inżynier elektronik. 
Absolwent (mgr inż. elektroniki) Politechniki Wrocławskiej z 1967. Stopień doktora (promotor Stanisław  Gładysz) matematyki uzyskał na macierzystej uczelni w 1973, a doktora habilitowanego w 1979 w Instytucie Matematycznym Polskiej Akademii Nauk. W 1989 został profesorem nauk matematycznych.
W latach 1968–2015 zatrudniony na Politechnice Wrocławskiej, w latach 2013-2019 także w  Instytucie Matematycznym Polskiej Akademii Nauk. Wypromował 7 doktorów, w tym Tadeusza Kulczyckiego i Krzysztofa Bogdana.
Swoje prace publikował m.in. w  „Studia Mathematica”, „Potential Analysis”, „Annals of Probability” oraz „Transactions of the American Mathematical Society".
Laureat Nagrody im Stefana Banacha z 1983 roku.